# Комаровка (Ульяновский район)
Комаро́вка — село в Ульяновском районе Ульяновской области, входит в Ундоровское сельское поселение.

## История
Товарищам окольничего Богдана Матвеевича Хитрово по построению г. Симбирска, боярскому сыну Савину Комарову с сыновьями Никитою и Федотом, отмерено было в 1648 году; в 30 верстах от строившегося города, 160 четвертей поместной земли, по р. Свияге. Комаровы поселились на этой земле и тем положили начало нынешней .дер. Комаровке. Вскоре же к ним присоединился боярский сын Лаврентий Михайлов Сурин, получившей рядом с Комаровыми 50 четвертей земли. Потомки этого Сурина до настоящего времени живут в дер. Комаровке. 
В 1685 году казанцы Степан и Андрей Ивановы Веригины получили из Приказа Казанскаго дворца ввозную грамоту на 27 четвертей «пустовой земли» в д. Комаровке. Через пять лет Веригины променяли эту землю стольнику Федору Алексееву Зелёному, а у него взяли землю по реке Уреню, на луговой стороне р. Волги. В 1696 году вдова Федора Зеленого Анна Ипполитова, получила «на прожиток», из именья мужа при д. Комаровке уже 45 четвертей. В то время Комаровка числилась в Казанском уезде. Основатели селения, Комаровы, должно быть недолго жили здесь и имение своё продали другим лицам, так как уже в 1694 году они в числе местных помещиков не значатся. Тогда Комаровка принадлежала, кроме Федора Зеленого, синбирянам Кириллу Данилову и Акиму Васильеву Аристовым, Дмитрию Иванову, Осоргину, Федору и Ивану Петровым Суриным, наследники, которых владели здесь землею и через шестьдесят лет, в 1757 г. (Максим Елистратов Осоргин, Федор Дмитриев и Анна Лукъяновна Аристовы); а Анна Ипполитова Зелёная продала свою землю полковнику Петру Михайловичу Микулину. 
При создании в 1780 году Симбирского наместничества деревня Комаровка, при ключе Комаровке, помещиковых крестьян, из Казанского уезда вошла в Симбирский уезд.
Ко времени генерального межеванья здесь крупным помещиком является премьер майор Николай Александрович Жихарев, а после него дочь его, поручица Елизавета Николаевна Карпова; у неё, в общем владении с однодворцами Суриными, капитаном Иваном Федоровичем Аристовым, подполковником Герасимом Григорьевым Осоргиным и ст. сов. Натальею Федоровною Поповою, было, в 1794 г. в Комаровке, 1954 дес. 386 саж. земли. 
При специальном межевании, в 1845 году, земля Аристова и Осоргина отчислена к селу Телешовке, в Комаровке же остались, из прежних помещиков: полковник Петр Александрович Карпов (87 душ крестьян и 880 дес. 1600 саж. земли), да однодворец Никифор Сурин с сыном Михаилом (13 душ обоего пола и 94 дес. 640 саж. земли), а из новых явились: девица Александровна Павловна Лукина (91 душа крестьян и 457 дес. 1900 саж. земли), дворянин Петр Федоров Лаптев (66 дес. 100 саж. земли), и девица Елена Федоровна Укова (44 души крестьян и 285 дес. 600 саж. земли). А. П. Лукина продала оставшуюся за наделом крестьян землю (173 дес.) губ. сек. Петру Петровичу Мещеринову, а он распродал, по частям, разным лицам.
В 1859 году деревня Комаровка, по проселочному тракту из г. Симбирска в г. Тетюши, входила в состав 1-го стана Симбирского уезда Симбирской губернии, в которой было два кирпичных завода.
П. Ф. Лаптев продал, в 1868 году, землю крестьянам Василию и Спиридону Прохоровым, наследники которых ныне владеют этою землею при дер. Двориках.
Е. Ф. Укова продала именье (220 дес.), в 1870 году, кол. асс. Сергею Сергеевичу Чуносову, а по его завещанию, получила, в 1886 году, его дочь, жена шт. ротм. Варвара Сергевна Осоргина; от неё же, по наследству, земля эта перешла, в 1890 году, к жене кол. асс. Марьи Александровне Бенкендорф, нынешней собственнице.
У ст. сов. Николая Петровича Карпова (а ныне у его вдовы и детей) осталось, после освобождения крестьян, при Комаровке, 745 десятин.
В деревне Комаровке образовалось четыре крестьянских общества: 1) бывшие П. А. Карпова крестьяне; 82 ревизских душ получили 304 дес. удобной надельной земли (10 дес., 1924 саж. усадебной, 250 дес. пашни, 9 дес. 476 саж. выгону и 34 дес. лесу); 2) бывшим А. П. Лукиной, на 63 души, дали 252 дес. 200 саж., земли (6 дес. 215 саж. усадебной, 159 дес. 2185 саж. пашни, 9 дес. 1900 саж. выгону, 12 дес. 200 саж. сен. покосу и 63 дес. 1100 саж. лесу); 3) бывшие Е. Ф. Уковой 44 души перешли на дарственный надел (усадебной 4 дес., пашни 24 дес., и выгону 16 дес.) и 4) однодворцам Суриным отчислили в надел 44 дес. 2160 саж. удобной земли (усадебной 1 дес., пашни 17 дес., лугов 4 дес. 2160 саж. и лесу 22 дес.) в настоящее время во всех четырёх обществах в Комаровке: 87 дворов, с населением в 679 человек (350 муж. и 329 жен.).
В 1878 году крестьяне села основали деревню Комаринские выселки (ныне д. Дворики).                                                                                                                           
Министерская школа (с 1900 г.). Школа открыта с осени 1902 года.
Храм в честь Архистратига Божия Михаила был заложен в 1895 году, а построен и освящён 8 ноября 1917 года, закрыт в 1939 году.
В 1994 году был основан Женский монастырь в честь Архангела Михаила (Михаило-Архангельский женский монастырь).
С 2005 года входит в Ундоровское сельское поселение. 
7 октября 2020 г. указом Высокопреосвященнейшего Лонгина, Митрополита Симбирского и Новоспасского, в Ульяновске (ул. Волжская, 50А)  образовано Владимирское подворье женского монастыря Архангела Михаила (с. Комаровка).

## Население
- В 1780 году — 203 ревизских душ[4].
- В 1859 году в д. Комаровке в 48 дворах жило: 226 мужчин и 250 женщин[5];

- На 1900 год в д. Комаровке (при кл. Юрмане, в 4 в.; н. р.) в 102 дв. 326 м. и 330 ж.[8];
- В 1903 году — 87 дворов, с населением в 679 человек (350 муж. и 329 жен.).
- В 2010 году — 66 человек.

## Достопримечательности
- Михаило-Архангельский монастырь (Комаровка) [15][16][17][18][19][20][21][22][23][24][25][26][27][28][29]